# Spinonym

Das englische Wort “fun” als Spinonym

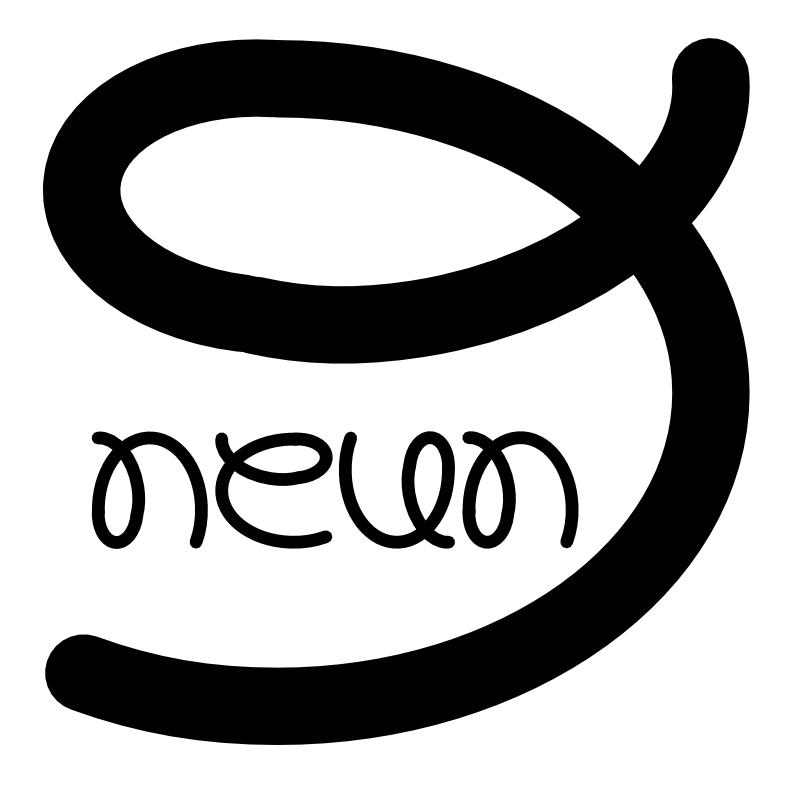
Ein Spinonym des Wortes „neun“ mit der Besonderheit, dass das verwendete Einzelzeichen selbst auch als die Zahl „9“ gesehen werden kann

Ein Spinonym (abgeleitet von englisch (to) spin ‚drehen‘) bezeichnet eine Sonderform des Ambigramms. Während bei Ambigrammen für gewöhnlich der komplette Schriftzug beziehungsweise das ganze Symbol in einem bestimmten Winkel gedreht wird und weiterhin lesbar bleibt, werden bei Spinonymen die einzelnen Schriftzeichen gedreht. Die Besonderheit ist dabei, dass die Einzelzeichen des Schriftzugs alle dieselbe Form aufweisen und nur in unterschiedlichen Drehwinkeln und/oder gespiegelt angeordnet sind, um die gewünschten Buchstaben darzustellen.